# شورای نظار

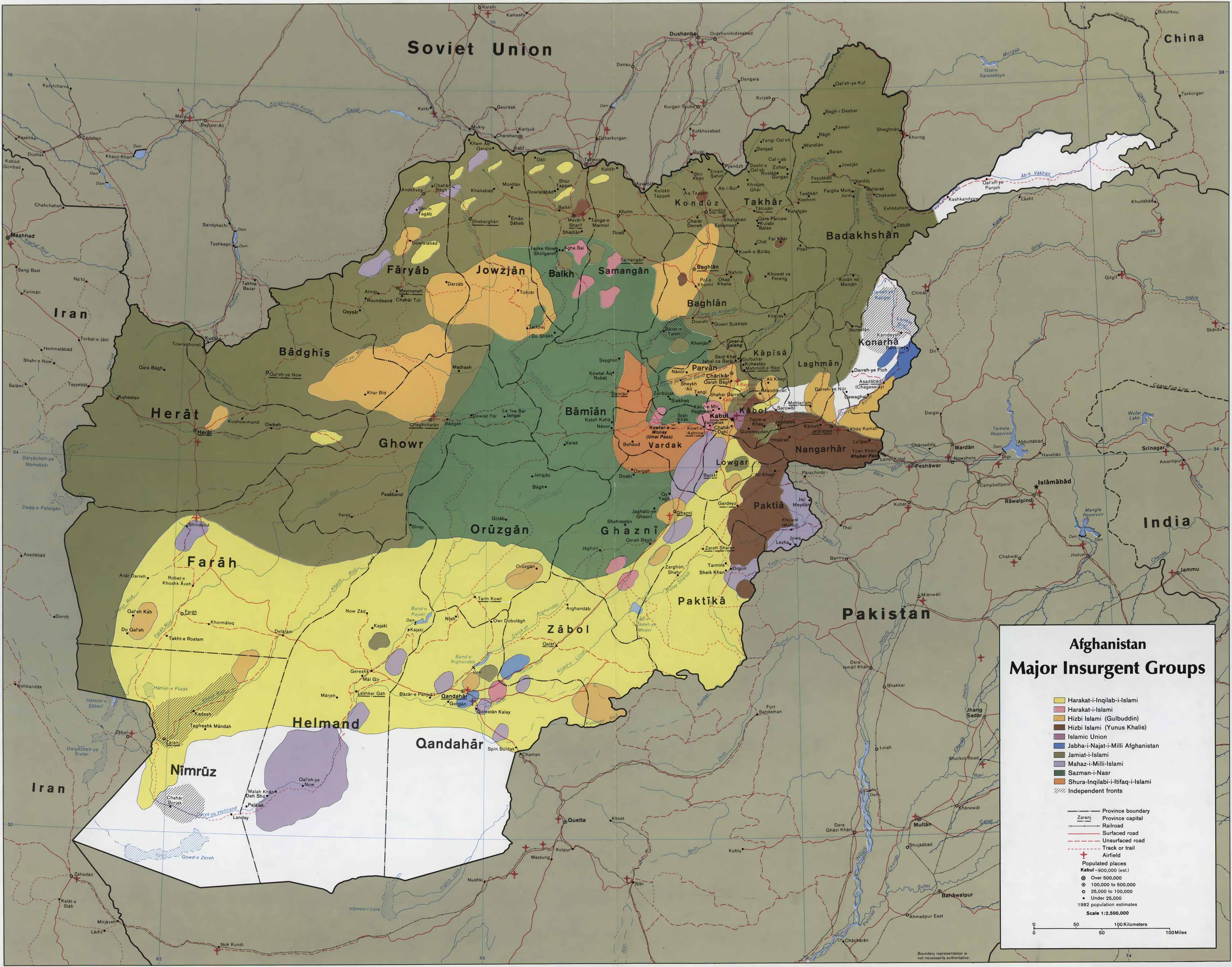
نمایی از نقشهٔ تراکم نیروهای اصلی مقاومت در برابر شوروی - ۱۹۸۵. (رنگ سبز ارتشی، تراکم جمعیت اسلامی افغانستان را نشان‌می‌دهد. شورای نظار شامل نیروهای جمعیت اسلامی افغانستان و همچنین گروه‌های دیگر بود.)

شورای نَظار ائتلافی از گروه‌های نظامی مجاهدین افغان بود که احمد شاه مسعود در پانزدهم قوس ۱۳۶۲ در جلسه‌ای از فرماندهان جمعیت اسلامی افغانستان در ولسوالی اشکمش ولایت تخار گذاشت و بعداً در جلسه‌ای مشابه در خاواک پنجشیر «شورای نظار» نام گرفت.
شورای نظار بیشتر شامل نیروهای عضو جمعیت اسلامی افغانستان ولی فرماندهان احزاب دیگر یا مستقل نیز در آن عضویت داشتند. در مجموع حدود ۱۳۰ فرمانده از مناطق شمالی، شرقی و مرکزی افغانستان در این شورا حضور داشته و مبارزات خود علیه نیروهای شوروی در افغانستان و حکومت جمهوری دمکراتیک افغانستان  را با یکدیگر هماهنگ می‌کردند.